# Археологія даних
Археологія даних (англ. Data archaeology) — реконструкція та дешифрування даних з носіїв інформації, які вийшли з ужитку або були пошкоджені в результаті природної або техногенної катастрофи. Також до археології даних відноситься процес дешифрування інформації, записаної в застарілому форматі даних.

## Формати даних і застарілі носії, які вийшли з ужитку
Методи археології даних найчастіше застосовуються для відновлення наукової та фінансової інформації. Зокрема, значна частина астрономічної інформації до цього часу зберігається на фізично й морально застарілих носіях. Комерційні організації зобов'язані зберігати фінансову інформацію впродовж багатьох років; однак ранні фінансові записи часто стають недоступними для використання через  зміну форматів та поколінь носіїв інформації.
Термін «data archaeology» був вперше використаний в 1993 році в описі проекту Global Oceanographic Data Archaeology and Rescue Project (GODAR). Метою проекту була реконструкція даних із супутника Nimbus 2, який працював у 60-х роках XX століття. Реконструкція цих даних дозволила отримати унікальну інформацію про зміни клімату Арктики того часу.
Іншим великим «археологічних» проектом став Lunar Orbiter Image Recovery Project (LOIRP). Фахівці NASA використовували методи археології даних для порятунку астрономічної інформації зі старовинної комп'ютерної стрічки, створеної в середині минулого століття.

## Носії, пошкоджені в результаті катастрофи

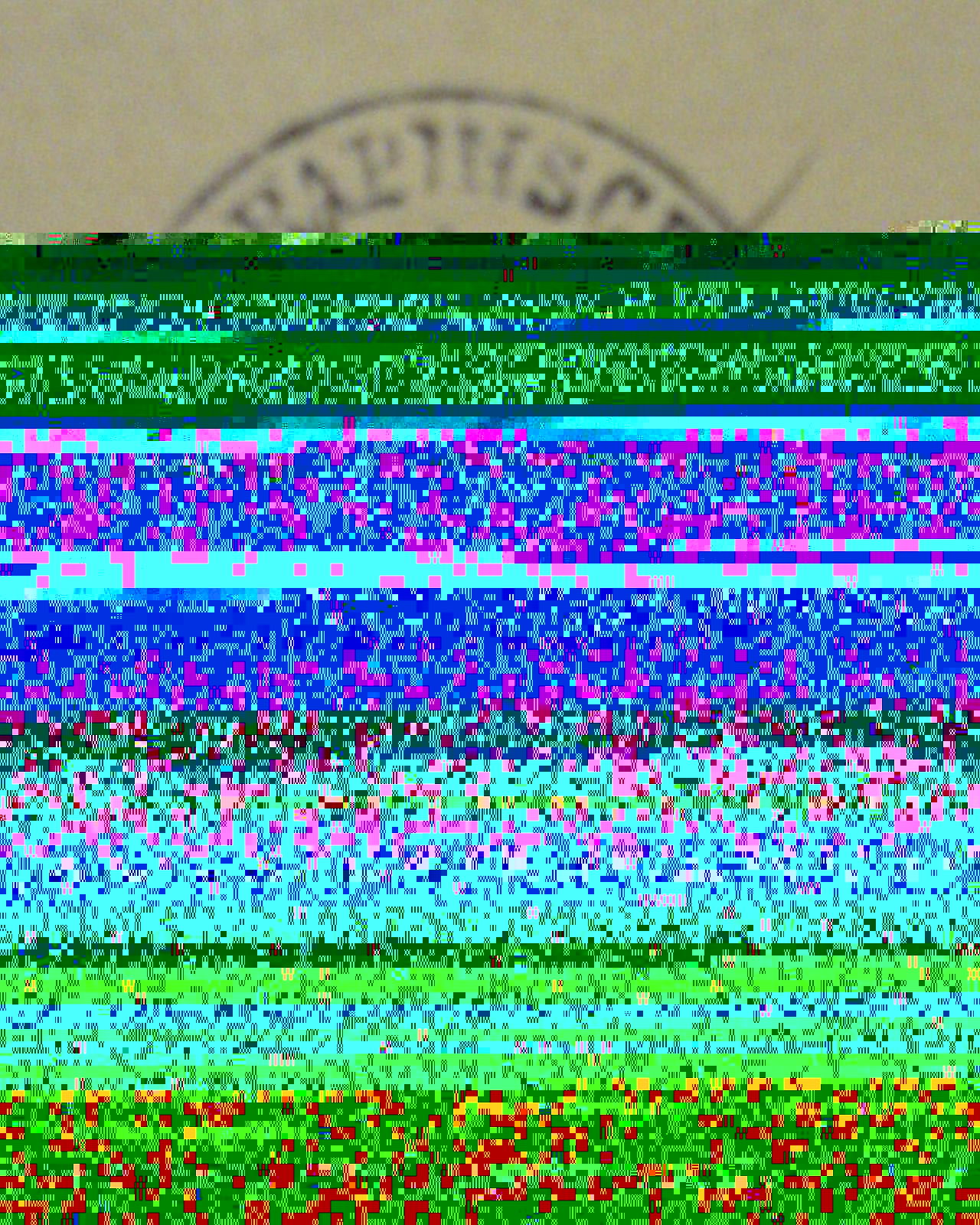
Пошкоджений файл формату jpeg

Методи археології даних були використані при ліквідації наслідків урагану Мерилін в 1996 році. Так, Національне управління архівів та документації у співдружності з Національною медіа-лабораторією США (National Media Lab) здійснили успішне відновлення інформації з жорстких дисків, пошкоджених морською водою і піском.

## Методи
Археологія даних використовує багато  загальних методів відновлення інформації, але не зводиться до них. Це пов'язано з тим, що в рамках археології даних недостатньо просто відновити інформацію, потрібно зробити її зрозумілою.
Важливим фактором в процесі отримання інформації є співвідношення важливості інформації та витрат на її вилучення; при необмежених ресурсах інформація може бути залучена та дешифрована майже з будь-якого носія.
Використання тих чи інших методів, головним чином, залежить від типу носія. Наприклад, для археології даних, розміщених на магнітній стрічці, на підготовчому етапі можуть застосовуватися: реабсорбція покриття стрічки, нанесення на стрічку спеціальної змазки, застосування спеціальних методів очищення стрічки.
Існують спеціалізовані організації, що використовують методи археології даних для відновлення інформації із застарілих або пошкоджених носіїв, серед найбільших — National Media Lab USA і Storelab Data Recovery.

## Концепція Digital dark age
Digital dark age («цифрові темні століття») — сценарій можливого майбутнього, при якому багато історичних цифрових документів і мультимедіа будуть фактично втрачені, так як ніхто не зможе їх відкрити. Несумісне обладнання та операційні системи, загублені кодеки і формати даних, які вийшли з ужитку, зроблять неможливим доступ до багатьох файлів XX—XXI століть.

## Археологія даних в мистецтві
- У фільмі «Штучний розум» Стівена Спілберга високорозвинена раса гуманоїдів реконструює інформацію, збережену в стародавньому дефектному роботі, для відтворення обстановки, в якій він існував.
- Головний герой роману «Глибина в небі» використовує методи археології даних для отримання контролю над програмним забезпеченням, який писався кілька століть.
- В аніме «Блідий кокон» люди майбутнього займаються відновленням різних даних про минуле Землі з цифрових архівів.